# Comitium
Dans la Rome antique, le Comitium (le mot latin comitium peut se traduire par « assemblée ») est un espace prévu pour les réunions publiques en plein air. La plupart des cités romaines disposent d'un comitium pour les réunions publiques, les élections, les conciles et les procès. Il s'agit d'un espace consacré (templum) car selon la tradition, toutes les décisions et lois qui n'ont pas été prises dans un espace consacré choisi par les augures sont considérées comme invalides.
Les plus anciens monuments romains trouvés sur le Forum font partie ou sont étroitement associés au Comitium de Rome, comme le Lapis Niger, les Rostra Vetera, la colonne de Maenius, la Graecostasis ou encore la Tabula Valeria.

## Localisation
Le Comitium est situé à l'extrémité nord du Forum, approximativement à l'emplacement actuel de la Curie Julia. À l'ouest, durant la République, se trouve la basilique Porcia et au-delà, la prison Mamertine. Sous l'Empire, le forum de César est construit au nord-est du Comitium et l'arc de Septime Sévère à l'ouest (voir le plan).

## Fonction
Sur le Comitium se déroule à l'origine une grande partie des activités politiques et judiciaires de Rome. C'est à cet endroit que se réunissent les comices curiates, la plus ancienne assemblée populaire de la République. Plus tard, les comices tributes et le concile plébéien s'y réunissent à leur tour. Le Comitium est lié à la Curie (la Curie Julia qui existe encore et les édifices qui l'ont précédé), lieu de réunion du Sénat et centre politique de Rome.
Sous la République, le Comitium et les édifices associés réunissent donc les trois organes du pouvoir romain :
- l'assemblée populaire qui se réunit sur les gradins de l'espace en plein air ;
- le Sénat qui se réunit dans la Curia Hostilia et dans la zone du Senaculum adjacente ;
- les magistrats qui possèdent leur propre tribune (Rostra Vetera).

C'est le cœur politique de Rome jusqu'à la fin de la République, période durant laquelle les différentes fonctions assurées jusque-là par le Comitium sont réparties dans les bâtiments alentour. Le Comitium n'est plus utilisé que pour les élections de certains magistrats. Petit à petit, le pouvoir de ces magistrats diminuant, le Comitium est progressivement abandonné.
Il est possible que le Comitium ait pu servir pour les premiers combats de gladiateurs, la forme circulaire de ses gradins ayant peut-être influencé l'architecture des premiers amphithéâtres.

## Histoire

### Légende
La première utilisation du Comitium comme espace de réunion politique remonterait aux temps légendaires des rois Romulus et Servius Tullius. Dans la tradition romaine, ces deux personnages partagent beaucoup de points communs en ce qui concerne le Comitium, la relation privilégiée avec le dieu Vulcain, l'organisation des comitia et finalement la fondation de la ville de Rome.
D'après la légende, après l'épisode de l'enlèvement des Sabines, les Sabins et les Romains décident de s'unir en combinant les royaumes de Romulus et de Titus Tatius,. Les deux peuples signent cet accord à l'endroit du Comitium qui a été baptisé ainsi pour commémorer l'acte de rassemblement.
Le Comitium est pavé une première fois à la fin du VIIe siècle av. J.-C. en même temps que le Forum. Il a une forme carrée orientée selon un axe nord-sud. Le Sénat commence probablement à se réunir dans un temple étrusque construit à la bordure septentrionale du Comitium, qui deviendra plus tard la Curia Hostilia. La tradition attribue sa construction ou reconstruction à Tullus Hostilius. Durant les premières décennies du VIe siècle av. J.-C., un incendie, qui touche également la Regia, détruit les premières structures du Comitium. L'espace est réaménagé entre 570 et 550 av. J.-C.

### République
Le Comitium est pavé pour la troisième fois vers la fin du VIe siècle av. J.-C. ou au début du Ve siècle av. J.-C.. Il contient le plus ancien document officiel romain ayant été retrouvé. Il s'agit d'un cippe daté de 450 av. J.-C. dont les inscriptions informent les citoyens de leurs devoirs civiques. Les tribunaux romains s'installent sur le Comitium avant que d'autres édifices soient disponibles. Finalement, ces tribunaux sont transférés dans les basiliques du Forum à l'exception des affaires les plus importantes qui sont toujours traitées sur le Comitium, à l'endroit où la tradition l'exige.
Déjà sous la Monarchie, il est d'usage de s'adresser à la foule depuis une plateforme surélevée et, à l'avènement de la République, l'autel et le sanctuaire de Vulcain devait servir de podium aux sénateurs et à leurs opposants politiques. La première véritable tribune pour les orateurs se tient au sud-est de la Curia Hostilia, le long de la limite du Comitium. Elle est rectangulaire avec un escalier à chaque extrémité. La population romaine augmentant, le Comitium devient trop étroit et les orateurs finissent par tourner le dos à la Curia Hostilia pour s'adresser depuis la tribune à la foule qui se presse sur l'esplanade du Forum.
Vers le milieu du IVe siècle av. J.-C., peut-être en 338 av. J.-C., le Comitium est pavé de pierre. La tribune des orateurs est reconstruite et ornée de rostres qui lui donnent le nom de Rostra. Le Comitium est complètement réaménagé au cours de la première moitié du IIIe siècle av. J.-C., au début de la première guerre punique. La zone adopte une forme circulaire entourée de gradins. À la même époque, Manius Valerius Messalla célèbre ses victoires en Afrique et en Sicile et fait installer sur le Comitium un cadran solaire et un tableau triomphal fixé sur la façade occidentale de la Curia Hostilia. La nouvelle forme du Comitium rappelle fortement la forme des ekklesiasteria grecques, preuve de l'influence sur les Romains de la culture grecque avec laquelle ils établissent des contacts durables.
À partir de 145 av. J.-C., les comices tributes cessent de se réunir sur le Comitium devenu trop étroit et se transportent sur le Forum.

### Fin de la République
Le sixième pavage de la place date de la dictature de Sylla, vers 80 av. J.-C. La Curia Hostilia est agrandie afin de s'adapter au nombre grandissant de sénateurs. Les tribunaux installés sur les gradins du Comitium de part et d'autre de la Curie sont abandonnés au profit du Tribunal Aurelium, construit sur le Forum.
En 55 av. J.-C., une lutte politique éclate entre les factions de Clodius et de Milo. Les rostres du Comitium deviennent une forteresse depuis laquelle on jette des projectiles sur les ennemis. Finalement, le 2 janvier 52, Clodius est tué et son corps est ramené sur le Comitium où il est brûlé sur un grand bûcher improvisé. Le feu s'étend aux édifices voisins : la Curia Hostilia et la basilique Porcia sont détruites. Faustus Cornelius Sulla, fils de Sylla, est chargé de les reconstruire. La restauration ne dure pas longtemps puisque seulement sept années plus tard, Jules César lance son ambitieux programme d'urbanisme.
Une fois nommé dictateur à vie, Jules César s'emploie à réaménager cette zone du Forum. Il fait déplacer les Rostra Vetera qui sont définitivement tournées vers l'esplanade du Forum. La Curia Hostilia restaurée par Faustus Cornelius Sulla est transformée en temple de la Félicité et César fait construire la Curia Iulia, orientée sur le même axe que les nouvelles rostres. Le Comitium, déjà réduit de taille par Sylla, est à nouveau réduit par César qui fait niveler le niveau du sol. La place est pavée une dernière fois sous Auguste, peu après l'incendie de 9 av. J.-C. Les travaux sont supervisés par le préteur Lucius Naevius Surdinus.

### Découvertes archéologiques
Aucune fouille approfondie n'a été menée avant la fin du XIXe siècle. Les recherches précédentes n'ont dévoilé que des vestiges datant du Bas-Empire. En décembre 1898, des fouilles plus systématiques débutent sous la direction de l'archéologue Giacomo Boni. Entre 1899 et 1903, l'équipe de Boni découvre le Lapis Niger ainsi que d'autres vestiges. Durant le Moyen Âge, le Comitium et la curie attenante avait été transformés en cimetière et près de 400 corps sont exhumés.
En 1953, une équipe américaine met au jour une structure circulaire entourée de gradins dans la colonie latine de Cosa en Toscane qu'elle identifie au comitium de la cité. Cette découverte entraine une reprise des fouilles sur le site romain dès 1957. Les vestiges du Comitium se divisent en huit niveaux correspondants chacun à un pavage de l'espace.

## Description
| Plan du Comitium républicain (avant César) |
| --- |
| \| Curia · Iulia Aedes · Concordiae Ara · Saturni Mundus Senaculum Rostra · Vetera Lapis · Niger Basilica · Porcia Basilica · Opimia Curia · Hostilia Carcer Graecostasis Columna · Maenia Area · Volcani \| |
| En pointillé, le tracé du Comitium archaïque. En gris foncé, la silhouette de la Curia Iulia indiquée pour information.                                                                                      |
| Curia · Iulia Aedes · Concordiae Ara · Saturni Mundus Senaculum Rostra · Vetera Lapis · Niger Basilica · Porcia Basilica · Opimia Curia · Hostilia Carcer Graecostasis Columna · Maenia Area · Volcani       |

Le Comitium est un espace ouvert sur le Forum, orienté selon les quatre points cardinaux. Il a une forme circulaire et est entouré de gradins. Le Comitium est d'abord équipé de structures temporaires en bois qui sont retirées pendant la période des inondations. Puis, tout autour, sont progressivement érigés des monuments et des statues qui célèbrent les évènements politiques romains majeurs et leurs acteurs.
À partir de 44 av. J.-C., l'organisation du Comitium est complètement bouleversée, la plupart des monuments cités sont alors déplacés ou détruits. Le Comitium antique finit par disparaître sous les nouveaux édifices impériaux.

### Ficus Navia
Devant la Curia Hostilia se tient une statue de l'augure Attus Navia à l'endroit où, d'après la légende, il aurait coupé une pierre en deux avec un rasoir. Devant cette statue est planté un figuier, le Ficus Navia, qui forme un lien symbolique avec le Ficus Ruminalis qui pousse à l'entrée de la grotte du Lupercal. Une autre statue est érigée en l'honneur de Publius Horatius Coclès.

### Rostra Vetera
Les Rostra Vetera sont une tribune aux harangues permanente installée dans la limite du Comitium. Elles deviennent progressivement un monument dédié aux faits d'armes : en 338 av. J.-C., le consul Maenius la décore avec les rostres des navires coulés lors de la bataille navale d'Antium. Les Rostra elles-mêmes, à l'image du Comitium, ont pu être considérées comme un édifice sacré. Elles sont utilisées pour les exécutions capitales et pour l'exposition des dépouilles des ennemis politiques ou lors des funérailles. Peu adaptées pour les grandes assemblées réunissant une foule importante qui ne tient pas dans le Comitium, elles sont déplacées par Jules César afin d'être tournées vers le Forum.

### Graecostasiset colonne de Maenius
Les Rostra Vetera ne sont pas la seule tribune sur le Comitium : sur le côté nord-ouest se tient la Graecostasis depuis laquelle les ambassadeurs étrangers (parlant grec pour la plupart) peuvent assister aux réunions du Sénat. Entre les deux se dresse la colonne de Maenius, érigée en 338 av. J.-C. par le consul Caius Maenius pour commémorer ses victoires militaires. D'après Pline le Jeune, avant 267 av. J.-C. et l'introduction à Rome du premier cadran solaire, un accensus consulum annonce depuis la Curia Hostilia l'heure à midi quand le soleil se trouve entre les Rostra et la Graecostasis et la supremam horam, c'est-à-dire le crépuscule, quand le soleil passe entre la colonne de Maenius et le Carcer,.

### Lapis Niger
L'autel sacré du Lapis Niger se tient à proximité des Rostra Vetera. Durant la reconstruction du Comitium sous Sylla, le Lapis Niger est recouvert par des dalles de marbre noir au même niveau que le reste du pavage.

### Tabula Valeria
On trouve également dans le Comitium la Tabula Valeria. En 263 av.J.-C., le consul Manius Valerius Maximus Corvinus Messalla fait placer sur un mur latéral de la Curie un tableau triomphal célébrant sa victoire sur les Carthaginois en Sicile.

### Area Volcani
La bordure sud du Comitium et le tracé de la Via Sacra délimitent une aire de dimensions restreintes entourant un autel dédié à Vulcain. Depuis la Monarchie et durant la République, on y vénère deux arbres sacrés, un quadrige de bronze placé ici par Romulus, et les statues de Romulus et d'Horatius Coclès.

### Autres monuments
Parmi les autres monuments construits dans l'enceinte du Comitium, on peut citer une chapelle dédiée à la Concorde par l'édile Cnaeus Flavius en 304 av. J.-C., les statues d'Alcibiade et de Pythagore, « les plus valeureux et les plus sages des Grecs », érigées vers la fin du IVe siècle et qui disparaissent après 80 av. J.-C., les statues des trois Sybilles sur les Rostres, la statue de Camille sur les Rostres également et les statues des ambassadeurs romains morts au cours de leurs missions. Parmi celles-ci se trouvent les statues des ambassadeurs romains assassinés par les Fidénates en 432 av. J.-C.,,, de ceux tués sur ordre de la reine d'Illyrie Teuta en 230 av. J.-C.,, de Cnaeus Octavius assassiné sur ordre d'Antiochos en 163 ou 162 av. J.-C., et enfin la statue de l'ambassadeur Servius Sulpicius Rufus, mort durant une mission auprès de Marc Antoine.

### Ouvrages
- Luc Duret et Jean-Paul Néraudeau, Urbanisme et métamorphose de la Rome antique, Paris, Les Belles Lettres, 2001, 440 p. (ISBN 2-251-33817-9)

### Articles
- (en) Einar Gjerstad, Early Rome, I. Stratigraphical Researches in the Forum Romanum and along the Sacra Via., Glerup, Lund (Suède), 1953

Notes de lecture de Jacques Heurgon, Revue belge de philologie et d'histoire, 1956, vol. 34, n° 2, pp. 543-545 
- (it) Filippo Coarelli, « Il Comizio dalle origini alla fine della Repubblica (Cronologia e topografia) », Lazio arcaico, 1977, p. 166-238.
- Michel Humm, « Le Comitium du forum romain et la réforme des tribus d'Appius Claudius Caecus », Mélanges de l'Ecole française de Rome. Antiquité, t. 111, no 2,‎ 1999, p. 625-694 (lire en ligne)